# Kreisgraben bei Schkölen
Die Ringanlage bei Schkölen, einem Ortsteil von Markranstädt in Sachsen, ist eine jungbronzezeitliche Kreisgrabenanlage aus dem 10.–9. Jahrhundert v. Chr. westlich von Schkölen.

## Beschreibung
Vier konzentrische Ringe bilden einen ovalen Komplex von etwa 100 m Durchmesser. Die beiden äußeren Ringe bestehen aus Gräben. Die beiden inneren sind schmale Palisadengräben aus eng stehenden Pfosten. Das vom inneren Ring umgebene Zentrum ist nur etwa 200 m² groß. Die Fundstelle wurde an der Trasse der Erdgasleitung JAGAL entdeckt.

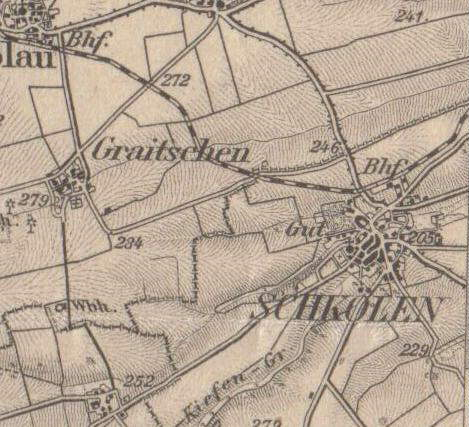
Schkölen

Der äußere Ringgraben ist zwei Meter breit und etwa einen Meter tief. Er ist sehr regelmäßig und könnte in einem Zug angelegt worden sein. Der zweite Graben ist breiter und variiert in der Tiefe stärker, so dass eine sukzessive Aushebung von bis zu 1,65 m tiefen Gruben, die sich am Ende als Ring abbilden, wie sie verschiedentlich bereits beobachtet wurden, möglich erscheint. Dieser Grubenkomplex war im Abstand von etwa drei Metern beidseitig von Pfostenreihen begleitet, die allerdings nur fragmentarisch zu belegen waren.

## Funde
Gefunden wurden in der Grabenverfüllung neben der datierenden Keramik und diversen Tierknochen (Pferd, Rind und Kleinsäuger), bronzene Pfeilspitzen, ein Nadelfragment, Bronzedraht und ein bronzener Armreif. Während die zerscherbte Keramik und die Tierknochen im unteren Bereich des Grabens und des Grubenwerks gefunden wurden, wurden die Bronzen und ein einzelner menschlicher Schädel im oberen Bereich entdeckt.

## Einbindung
Anlagen dieser Art (z. B. stichbandkeramische) waren bisher aus dem 5. Jahrtausend v. Chr. bekannt. Insgesamt endete die Phase der Ringanlagen in Mitteleuropa etwa um 3500 v. Chr. Diese Anlage ist wesentlich jünger. Eine Kontinuität der Funktion über solch einen langen Zeitraum hinweg ist nicht gegeben, so dass hier eine eigenständige Entwicklung erfolgt ist, bei der ältere Vorstellungen wieder aufgegriffen wurden. Der Ausgräber Christoph Steinmann geht von einer kultischen Funktion der Anlage aus und verweist auf zeitgleiche Entwicklungen auf den Britischen Inseln. Es wird jedoch auch die profane Nutzung der Grabenanlagen (z. B. als Viehkral) diskutiert.